# Charols
Charols is een gemeente in het Franse departement Drôme (regio Auvergne-Rhône-Alpes) en telt 501 inwoners (1999). De plaats maakt deel uit van het arrondissement Nyons.

## Geografie
De oppervlakte van Charols bedraagt 7,3 km², de bevolkingsdichtheid is 68,6 inwoners per km².

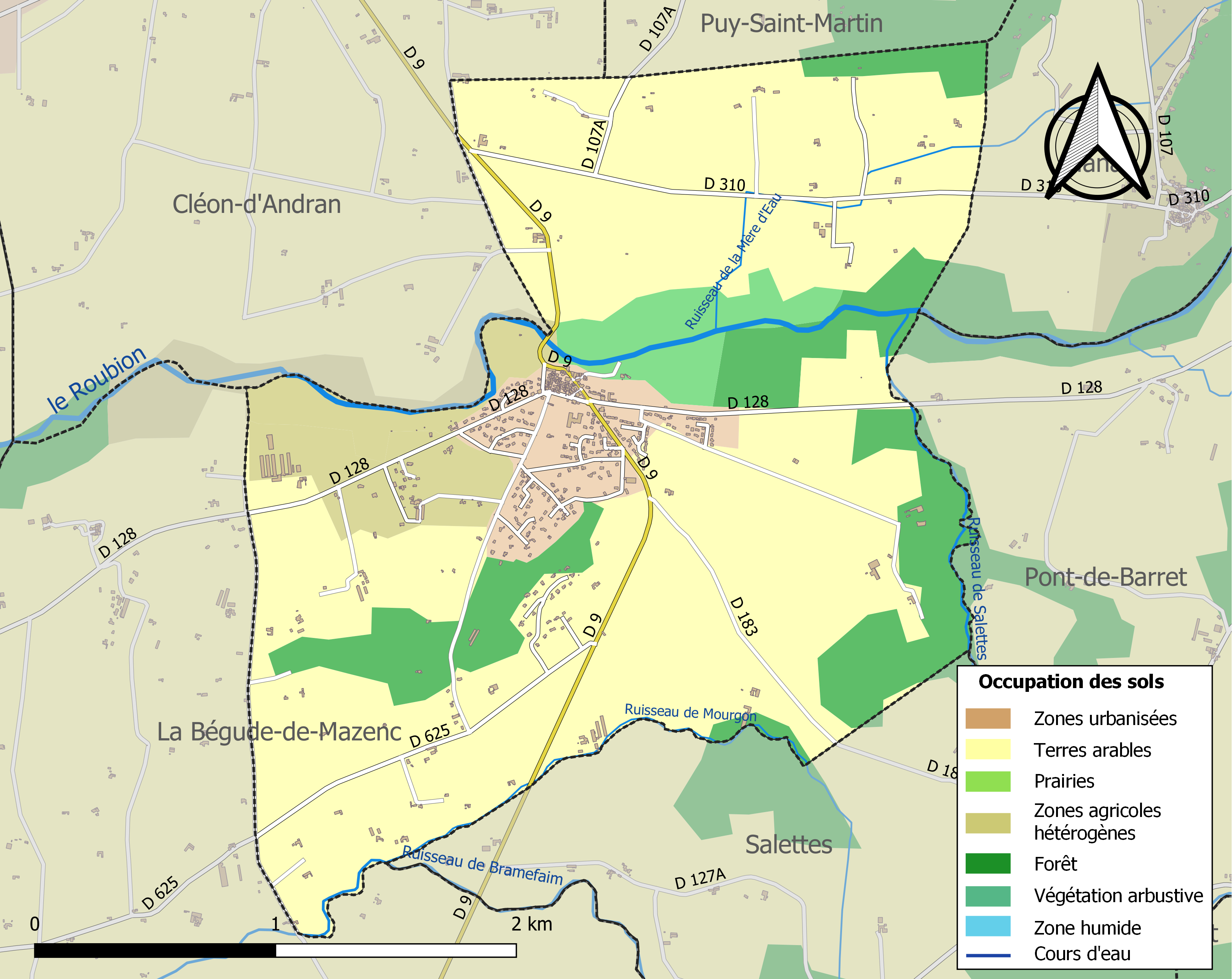
Kaart van de gemeente met belangrijkste infrastructuur, bodemgebruik en omliggende gemeenten

De Roubion stroomt langs de plaats.

## Demografie
Onderstaande figuur toont het verloop van het inwonertal (bron: INSEE-tellingen).